# Pimp my ride
Pimp my ride (traducible como Tunea mi coche o Enchula mi carro), conocido en Latinoamérica como Enchúlame la Máquina y en España como MTV Tuning, fue un programa de televisión estadounidense transmitido por MTV y en México por Once TV México. El espacio se produjo desde 2004 hasta 2007 durante seis temporadas, y estuvo presentado por el rapero Xzibit.
En cada episodio, el programa se lleva el coche de una persona anónima, normalmente en pésimas condiciones, a un taller exclusivo, donde lo transforman gratuitamente en un modelo tuning, adaptado a los gustos y personalidad del propietario.

## Sinopsis
Cada programa comienza con el propietario de un vehículo en pésimas condiciones. Este muestra a las cámaras los defectos del vehículo, explica por qué no puede deshacerse de él, y comenta brevemente su vida personal y aficiones, con el fin de convencer a MTV para que arreglen el coche. Si el propietario es seleccionado, el rapero Xzibit, famoso por su afición por los autos personalizados, acude a su casa para anunciarle personalmente que se lleva el coche, no sin antes bromear con él. Por razones de seguridad vial, la gran mayoría de participantes residen en el estado de California, donde se encuentran los talleres.
Posteriormente, Xzibit se lleva el coche hasta un prestigioso taller especializado en coches de lujo y reparaciones. Durante las cuatro primeras temporadas el taller fue West Coast Customs, mientras que en las dos últimas fue Galpin Auto Sports. Fuera de las grabaciones, ambos talleres no realizan trabajos como los de Pimp my ride, ya que la mayoría de ideas para personalizar el coche al máximo son órdenes de MTV. Uno de los directivos del canal reconoció en Auto Bild que muchos de los elementos se instalan sólo para el programa.
Tras decidir cómo arreglarán el vehículo sobre la base de los gustos del propietario, los mecánicos reemplazan las piezas originales del auto por otras nuevas, personalizadas y llamativas. La idea principal es personalizar el coche lo máximo posible, por lo que muchas veces se instalan elementos innecesarios, curiosos o muy vistosos. Pimp my ride contó con un amplio número de patrocinadores, pues cada vez que algún mecánico instalaba una pieza, mencionaba la marca y el modelo. En otros casos, ellos fabricaban sus propias piezas. El proceso de reparación se realiza en dos semanas.
En la fase final del programa, el propietario del vehículo acude al taller con Xzibit para ver su coche nuevo, mientras los mecánicos le explican las modificaciones que hicieron mencionando las marcas utilizadas. En esta parte, el dueño enloquece al ver su coche completamente tuneado, y Xzibit bromea con los mecánicos y el propietario sobre las aplicaciones instaladas. Además, el programa suele hacer un regalo al propietario, relacionado también con sus aficiones. Finalmente, el dueño da gracias a MTV por repararlo, y vuelve a su casa para presumir de su automóvil ante sus amistades.
A lo largo de las seis temporadas de Pimp my ride, sólo hubo tres casos en los que el coche a reparar no fue personalizado. En dos ocasiones se debió a problemas de seguridad del vehículo, mientras que en un episodio de la segunda temporada no se tocó nada, para que el propietario, un estudiante de mecánica, pudiera personalizar a su gusto y practicar con él. En todos los casos, el programa entregó a los dueños un coche de alta gama como solución, también tuneado.

## Repercusión

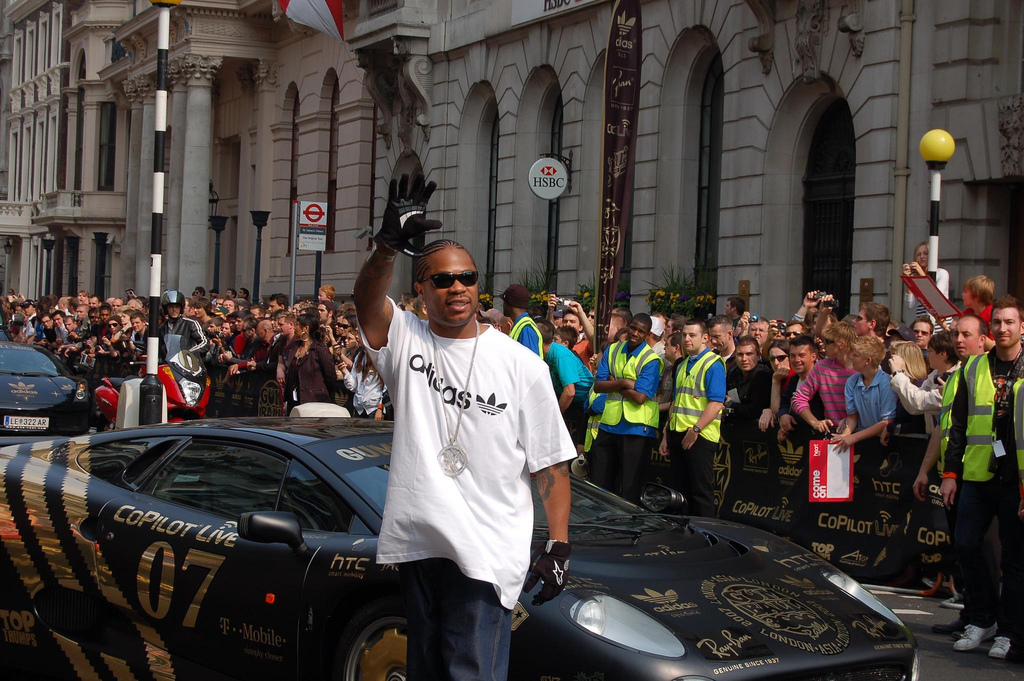
Xzibit fue el presentador de Pimp my ride.

Pimp my ride se convirtió en uno de los programas de telerrealidad más populares de MTV en todo el mundo. El canal ha realizado distintas versiones del programa, como una versión europea (Pimp My Ride International) y variaciones según el país. Así, en Italia se produjo Pimp My Wheels, en el que se personalizaban motocicletas y ciclomotores, mientras que en Alemania se emitió Pimp My Fahrrad, especializado en bicicletas. En los países de habla hispana, Pimp my ride se ha emitido al completo en MTV Latinoamérica, donde se renombró como Enchúlame la Máquina,además de esto se emitió en México por Once TV México y en MTV España como MTV Tuning. También se lanzaron otros productos como el videojuego oficial, que no fue bien recibido por la crítica. Ajeno a MTV, se realizaron otros programas especializados en reparaciones, como Overhaulin', que se emitió en TLC.
En México la cadena de televisión TV Azteca en el año 2009 hizo una versión llamada Tuneame la nave que tuvo tres temporada y dado al éxito del programa tiempo después en 2013 se hizo una versión de concursos llamado Tuneame la nave:La Competencia ambas fueron transmitidas por el canal Azteca 7
En la serie animada de Adult Swim The Boondocks 
en el episodio "la realidad" apareció Xzibit como presentador del mismo programa para "chulear la nave" del abuelo de los protagonistas; haciendo que este mismo finga una historia terrible y fingír ceguera para tener su tuneo anhelado, parodiando a la serie con las historias tristes y según un personaje de la serie "ridículas" para llamar la atención del famoso rapero y aparecer en el programa
A principios de 2006 tunearon una camioneta especial para el videoclip Sorry de Madonna . 
Por otro lado, algunos programas de Pimp my ride han contado con la participación de celebridades. En 2007 el gobernador de California, Arnold Schwarzenegger, apareció como invitado especial para promocionar las energías renovables y el consumo de biodiésel. En otro episodio, perteneciente a la última temporada, el rapero Chamillionaire desempeñó las labores de presentador.
El programa ha sido parodiado en otros espacios de televisión e Internet, especialmente en Estados Unidos, por la personalización extrema de los vehículos.

## Controversias
Hasta el momento el programa ha tenido controversias años después de su lanzamiento y emisión en MTV. El motivo que argumentan es que la temática de ayuda del programa no era verdadera por lo que algunos de los participantes develaron la otra cara de la moneda acerca del programa.
En ocasiones sólo se instalaban accesorios para aparentar ante las cámaras, mismos que eran retirados por no ser legalmente compatibles o porque resultaban imprácticos e inservibles, otro ejemplo se mostró cuando realmente los autos no eran finalmente restaurados o incluso intervenidos mecánicamente para su correcta restauración ya que el fin según los productores solo era hacerlos lucir más bonitos y que inclusive algunos vehículos ya estaban tan destrozados según los mismos técnicos que ya no importaba cuanto trabajo se hiciera ya eran prácticamente inservibles asimismo se menciona que la empresa también hacía lucir a los participantes como desaseados como en una ocasión mencionó un participante a quien le arrojaron envolturas y caramelos al interior de su auto con el solo pretexto de instalar una máquina de algodón además de que dicha reparación no duraba una semana como aparentemente se veía en el programa, sino que inclusive fueron más semanas y meses mismos que los participantes tenían que pagar la renta de un vehículo de su propio bolsillo, mismo que en un caso tardaron en devolverle e indemnizarle a un propietario todo lo que había gastado en concepto de alquiler de autos
Uno de los concursantes que participó con una Toyota RAV4 tuvo un percance 5 años después donde su vehículo prácticamente se incendió y fue catalogado como pérdida total debido a un sistema eléctrico supuestamente renovado por West Coast Customs(quien se encargaba del tuning hasta que se dio un acuerdo con Galpin Auto Sports) cuando el vehículo estuvo a punto del incendio el exparticipante y su novia salieron rápidamente del mismo para evitar un percance mayor debido a dicho conato de incendio que derivo en pérdida total.